# Morte e funeral de Bento XVI
Em 31 de dezembro de 2022, às 9h34 (UTC+1), o Papa Bento XVI morreu no Mosteiro Mater Ecclesiae, espaço onde residia na Cidade do Vaticano desde sua renúncia. O anúncio foi dado após uma série de notícias acerca de sua precária situação de saúde. Em 28 de dezembro, o Papa Francisco afirmou que Bento estava "muito doente" e pediu que fossem dirigidas orações por sua recuperação. Seu corpo foi levado na madrugada de 2 de janeiro para a Basílica de São Pedro, onde ficou publicamente exposto  até o dia 4. Até então, ele repousava no mosteiro que residiu. O "último adeus" a Bento XVI ocorreu na manhã de 5 de janeiro de 2023, na Praça de São Pedro, no Vaticano. Ao seu término, ele foi sepultado na cripta da Basílica de São Pedro, no túmulo que pertenceu ao Papa João Paulo II.
Por tratar-se do funeral de um pontífice emérito, a forma em que iria ocorrer suas exéquias fora alterada. Na questão da paramentação, notou-se a ausência da férula, do pálio papal e dos tradicionais sapatos vermelhos que o corpo de um morto pontífice deve obrigatoriamente trazer consigo. A questão litúrgica da celebração exequial também teve que ser revisada.
Sua morte marcou o fim de um momento peculiar na história da Igreja Católica: uma época em que dois papas coexistiram, resultado da renúncia de Bento XVI, em 11 de fevereiro de 2013.

## Antecedentes

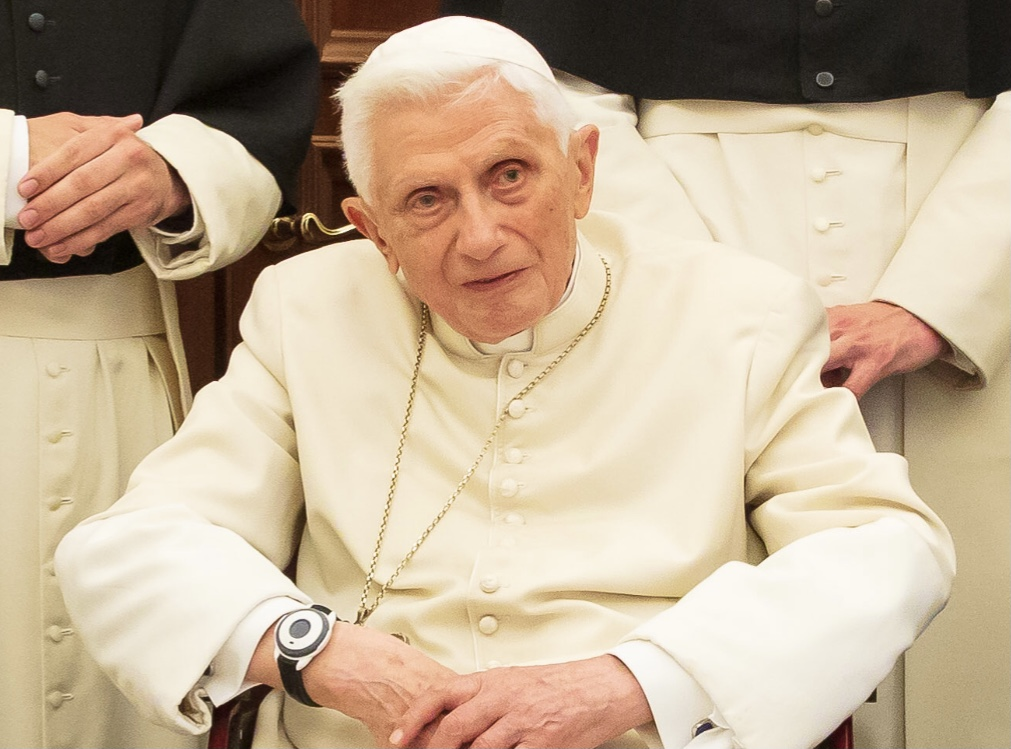
Bento XVI em 2019

Às 20h00 (CET) de 28 de fevereiro de 2013, o Papa Bento XVI renunciou ao cargo de papa, a primeira pessoa a fazê-lo em cerca de seis séculos desde o Papa Gregório XII e a primeira a renunciar voluntariamente desde o Papa Celestino V em 1294 Ele passou o resto de sua vida morando em Roma, como fazia desde 1981.
Relatos sobre o declínio da saúde de Bento XVI remontam a 2017. Em outubro e novembro daquele ano, uma imagem com ele, Peter Seewald e Stefan Oster, bispo de Passau, circulou no Facebook. A imagem mostrava Bento com um olho roxo. O ex-papa havia sofrido um hematoma depois de escorregar em sua casa na semana anterior. Isso ocorreu em meio a especulações já circulando sobre sua saúde nas semanas anteriores.
Em 1.º de julho de 2020, Georg Ratzinger, irmão de Bento, morreu, pouco depois de Bento o ter visitado em junho.
Em 3 de agosto de 2020, após especulações na imprensa alemã após a visita de Seewald em 1.º de agosto, os assessores de Bento divulgaram que ele sofria de inflamação do nervo trigêmeo, porém afirmando que seu estado não era grave. O cardeal maltês Mario Grech relatou ao Vatican News em 2 de dezembro de 2020 que Bento XVI estava enfrentando sérias dificuldades para falar, declarando ao cardeal consistório que "o Senhor tirou minha fala para me deixar apreciar o silêncio".
Apesar da saúde, Bento tornou-se o papa com maior longevidade em 4 de setembro de 2020, aos 93 anos, 4 meses, 16 dias, superando a idade do anterior titular, o Papa Leão XIII.
Dois anos depois, em dezembro de 2022, o Papa Francisco anunciou que Bento estava "gravemente doente". Francisco não revelou a natureza exata de sua doença, mas pediu que as pessoas orassem por ele. Mais tarde naquele dia, a Assessoria de Imprensa da Santa Sé, Matteo Bruni, também comentou sobre a doença de Bento XVI, atribuindo-a à velhice e revelando que ele estava sob supervisão médica, bem como que Francisco havia viajado para a Mater Ecclesiae mosteiro onde Bento estava presente.

## Últimos dias
Em 28 de dezembro de 2022, o Papa Francisco anunciou que Bento estava "gravemente doente". Francisco não revelou a natureza exata de sua doença, mas pediu que as pessoas orassem por ele. Mais tarde naquele dia, o diretor da Sala de Imprensa da Santa Sé , Matteo Bruni , também comentou sobre a doença de Bento XVI, atribuindo-a à velhice e revelando que ele estava sob supervisão médica , bem como que Francisco havia viajado para o mosteiro Mater Ecclesiae, onde Benedito estava presente. No dia da morte de Bento, Bruni afirmou que Bento XVI já havia recebido a Unção dos Enfermos em 28 de dezembro.
Em 29 de dezembro, Bruni disse que a situação de Bento era "séria, mas estável" e que Bento estava "absolutamente lúcido e alerta". No dia seguinte, a Sala de Imprensa da Santa Sé declarou: "Ontem à noite o Papa Emérito pôde descansar bem. Ele também participou da celebração da Santa Missa em seu quarto ontem à tarde. Atualmente, sua condição é estacionária ." No mesmo dia, uma missa especial para Bento XVI (um anúncio para o qual havia sido feito no dia anterior) foi celebrada na Arquibasílica de São João de Latrão.

### Morte
O Papa Bento XVI morreu em sua residência particular no dia 31 de dezembro de 2022 às 9h34 (CET), aos 95 anos de idade, devido a um choque cardiogénico, resultante de uma insuficiência respiratória que evoluiu a partir de uma insuficiência parenquimatosa.  Segundo um enfermeiro de turno, Joseph Ratzinger proferiu suas últimas palavras em italiano: "Senhor, eu te amo."

## Funeral

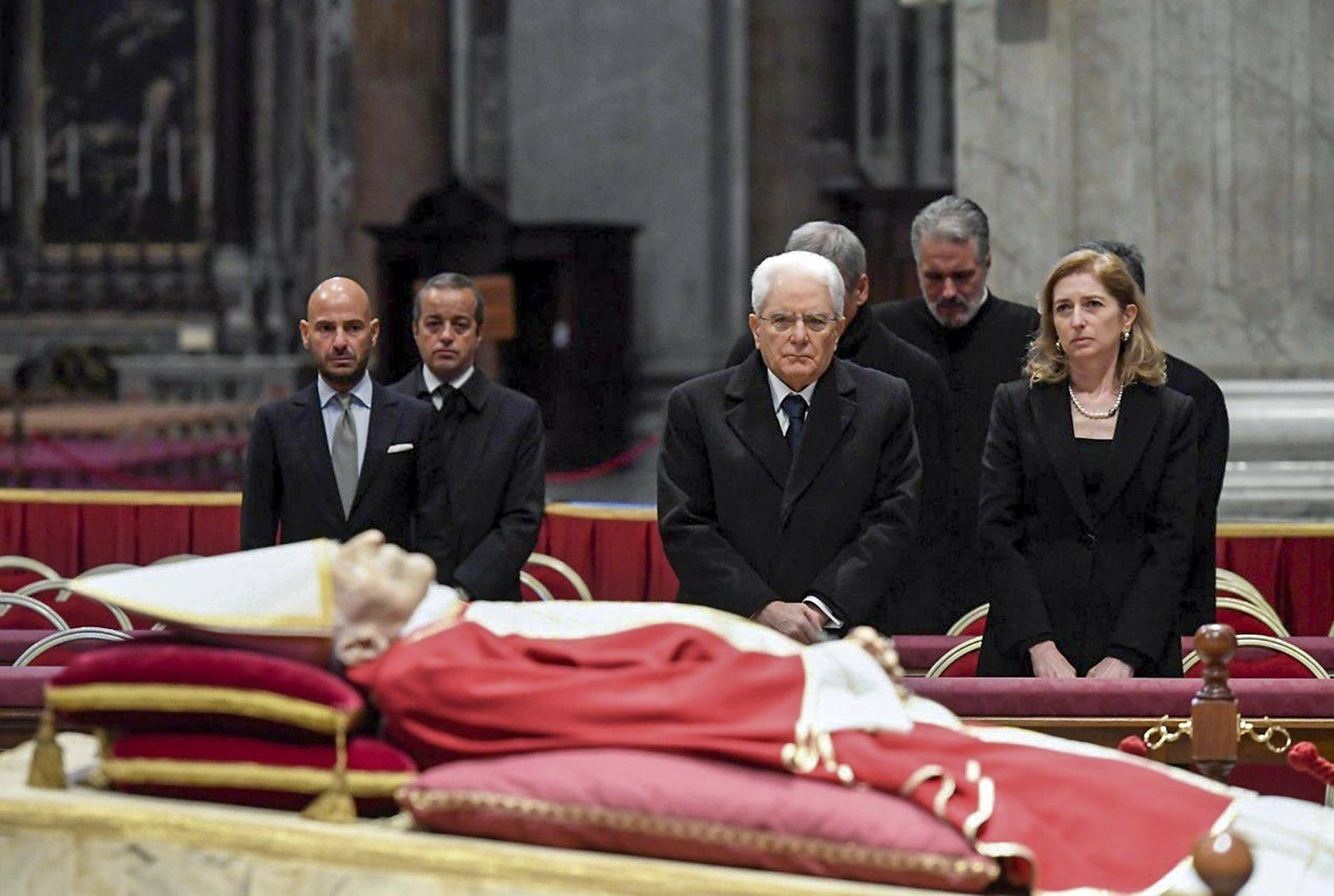
O presidente italiano Sergio Mattarella presta homenagem ao corpo de Bento XVI em 2 de janeiro

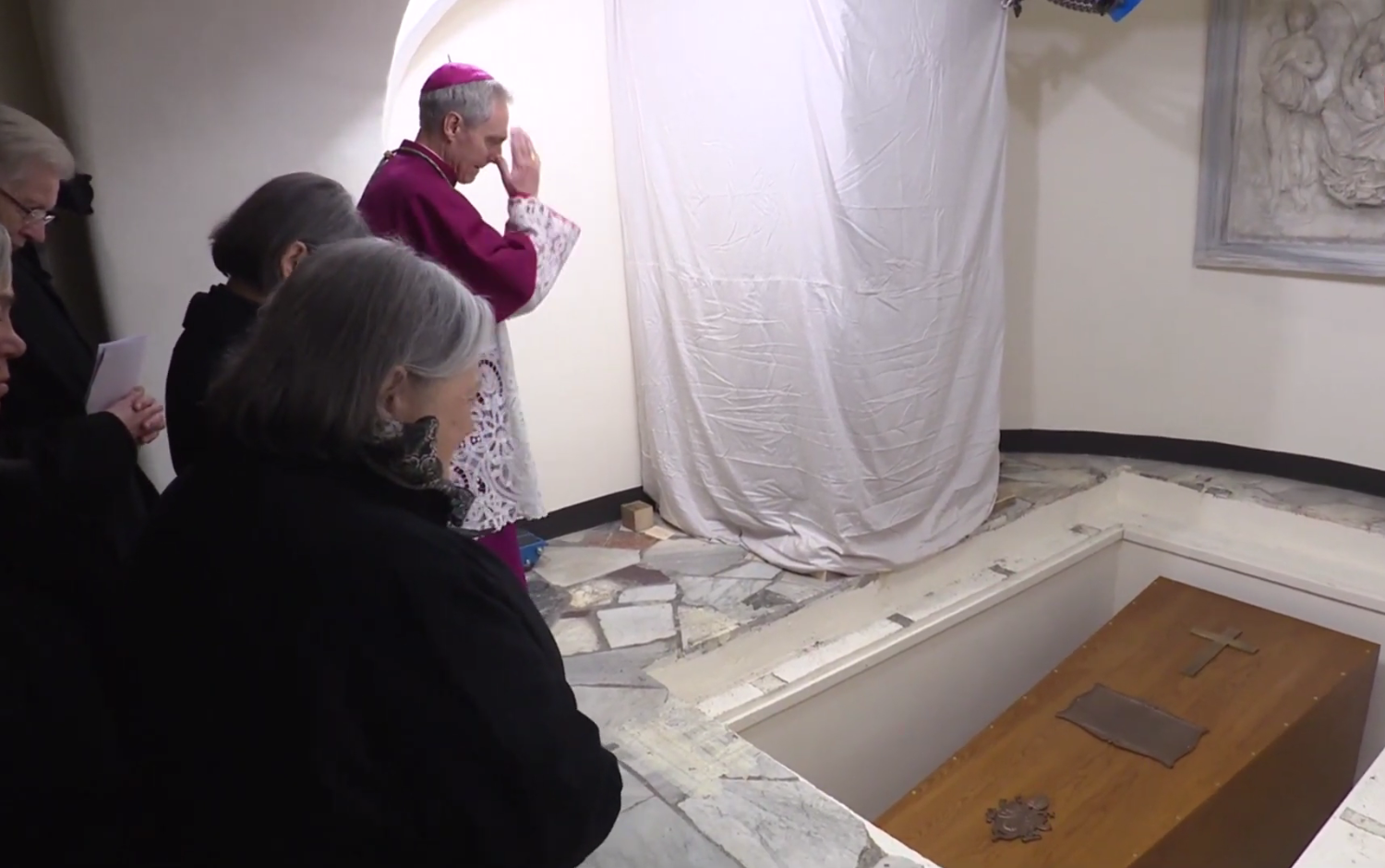
Momento da tumulação do caixão de Bento XVI nas grutas do Vaticano

O Vaticano tem um procedimento estrito em relação ao que acontece durante e após a morte e o funeral de um papa; no entanto, esses planos são especificamente voltados para a morte dos papas em exercício. Devido à falta de precedentes, o procedimento para a morte de Bento XVI é atualmente desconhecido, com o Vaticano inicialmente afirmando que divulgaria os planos do funeral nas poucas horas após sua morte, além de afirmar que seu corpo estaria na Basílica de São Pedro em 2 de janeiro de 2023. Matteo Bruni revelou que o funeral ocorreria em 5 de janeiro, com supervisão do Papa Francisco. Seu sepultamento ocorreu na cripta da Basílica de São Pedro, local onde estava sepultado o Papa João Paulo II.

## Reações

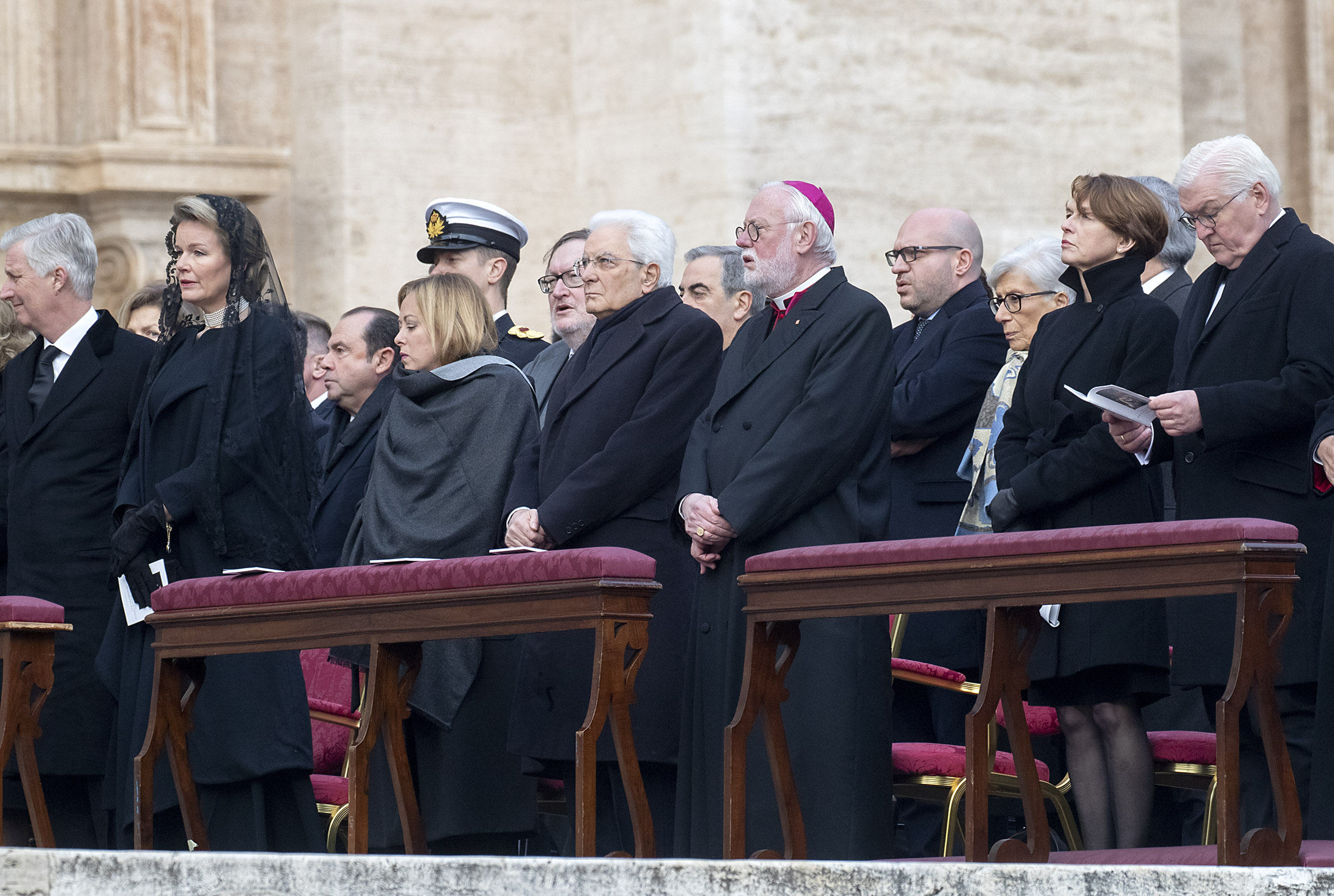
Algumas das autoridades presentes no funeral de Bento XVI

### Nações Unidas
- O secretário-geral, António Guterres, disse no Twitter que Bento XVI "inspirou (as pessoas) por sua vida de oração e tenaz compromisso com a não-violência e a paz".[37]

### Alemanha
- O presidente da Alemanha, Frank-Walter Steinmeier divulgou um comunicado, dizendo que "a Alemanha lamenta o Papa Bento XVI e se lembrará de seu trabalho".[38]
- O chanceler da Alemanha, Olaf Scholz disse no Twitter: "Como um papa 'alemão', Bento XVI foi um líder especial da Igreja não apenas neste país. O mundo perdeu uma figura formadora da Igreja Católica, uma personalidade argumentativa e um teólogo inteligente. Meus pensamentos estão com o Papa Francisco”.[39]

### Brasil
- O então presidente do Brasil, Jair Bolsonaro, disse no Twitter: "Recebi, com grande pesar, a notícia da morte do Papa (emérito) Bento XVI.- Embora seu pontificado tenha sido curto, deixa um legado imenso para a Igreja católica, para todos os cristãos e para a humanidade".[40]
- O então presidente eleito do Brasil, Luiz Inácio Lula da Silva, disse no Twitter: "Recebi com pesar a notícia da morte do Papa Emérito Bento XVI. Tivemos a oportunidade de conversar em sua viagem ao Brasil em 2007 e no Vaticano, sobre seu compromisso com fé e ensinamentos cristãos. Desejo conforto aos fiéis e admiradores do Santo Padre".[41]
- O então vice-presidente do Brasil, Hamilton Mourão disse no Twitter: "Descanse em paz, Papa Emérito Bento XVI, um homem digno e honrado que dedicou sua vida à obra de Deus e da Igreja Católica".[42] Ele também decretou dois dias de luto oficial no país devido à morte do Pontífice, que foram acrescentados[43] ao luto de três dias já havia sido decretado pela morte do jogador Pelé no dia 29 de dezembro.[44]

### Espanha
- A monarquia de Espanha divulgou um comunicado: "Bento XVI conduziu a Igreja Católica com uma extraordinária vocação de serviço, humildade, dedicação e amor. Guardamos, com profundo sentimento, o carinho com que sempre distinguiu a Espanha com as suas visitas a Valência, Santiago de Compostela, Barcelona e Madrid."

### Estados Unidos
- O presidente dos Estados Unidos, Joe Biden divulgou um comunicado, dizendo que Bento XVI "será lembrado como um teólogo renomado, com uma vida inteira de devoção à Igreja, guiado por seus princípios e fé".[45]
- A presidente da Câmara, Nancy Pelosi, divulgou um comunicado, dizendo que Bento XVI era "um líder global cuja devoção, erudição e mensagem de esperança mexeram com os corações de pessoas de todas as fés".[46]
- O líder da minoria no Senado, Mitch McConnell, disse no Twitter que o papa era "um estudioso brilhante e uma luz para os católicos de todo o mundo".[47]

### França
- O presidente da França, Emmanuel Macron, disse no Twitter que seus "pensamentos vão para os católicos na França e em todo o mundo".[48][49]
- A primeira-ministra, Élisabeth Borne disse no Twitter: "O Papa Emérito Bento XVI morreu. Saúdo seu compromisso vitalício. Ele era um homem de pensamento e um grande teólogo cristão".[50]

### Filipinas
- O presidente, Bongbong Marcos disse no Twitter: "Estamos profundamente tristes ao saber da morte do Papa Emérito Bento XVI hoje. As Filipinas são uma em oferecer nossas orações pelo repouso eterno de sua alma. Mantemos seus entes queridos em nossas orações."[51]

### Irlanda
- O presidente da Irlanda, Michael Higgins divulgou um comunicado, dizendo que Bento XVI "será lembrado também pelo valor que atribuiu ao trabalho intelectual e pelo compromisso pessoal que deu a ele dentro da Igreja Católica Romana, sendo este trabalho respeitado por apoiadores e críticos".[52]
- Taoiseach, Leo Varadkar divulgou um comunicado, dizendo que estava "triste nesta manhã ao saber da morte do Papa Emérito Bento XVI. À frente da Igreja Católica por quase uma década, filho de um policial e de uma cozinheira, o primeiro alemão eleito Papa em mil anos, ele foi finalmente um 'humilde trabalhador na vinha do Senhor'".[53]
- Tánaiste Micheál Martin divulgou um comunicado, dizendo que "o Papa Emérito Bento ocupará um lugar especial na memória coletiva dos católicos de todo o mundo, como o primeiro Papa em quase 600 anos a se aposentar. Ele mostrou grande força de caráter e humildade ao deixar o papado em uma época em que, segundo sua própria análise, sua saúde debilitada significava que ele não poderia exercer a liderança que sentia que a Igreja exigia na época. Ele será lembrado por seu compromisso com a paz global, inclusive na Irlanda do Norte e particularmente pelos da Igreja Católica fé como um respeitado teólogo e estudioso."[54]
- O arcebispo Eamon Martin, Primaz de Toda a Irlanda, disse: "Estou triste ao saber da morte do Papa Emérito Bento XVI. Neste momento de luto na Igreja Católica em todo o mundo, lembramos sua alma gentil em oração, pedindo a Deus, em Sua grande misericórdia, para perdoar seus pecados e falhas humanas, recompensando ao mesmo tempo seu generoso serviço e total dedicação ao Evangelho e à Igreja. Em nome da Conferência Episcopal Irlandesa e dos fiéis em toda a Irlanda, estendo condolências ao Papa Francisco, aos familiares e cuidadores do Papa Emérito e a todos aqueles em sua Alemanha natal e ao redor do mundo que o amaram e lamentarão sua perda."[55]

### Itália
- A primeira-ministra Giorgia Meloni disse no Twitter: "Bento XVI foi um gigante da fé e da razão. Ele colocou sua vida a serviço da Igreja universal e falou, e continuará falando, aos corações e mentes dos homens com o espírito, profundidade cultural e intelectual do seu Magistério".[56]

### Luxemburgo
- Henrique, Grão-Duque de Luxemburgo, disse em um comunicado: "Santíssimo Padre, a grã-duquesa e eu estamos muito tristes com o anúncio da morte de Sua Santidade, o Papa Bento XVI. Inteligência e gentileza são as duas palavras que espontaneamente vêm à mente como ele perseguiu incansavelmente sua missão como pastor e professor, mesmo após sua renúncia ao trono papal em 2013. Apresentamos nossas mais sinceras condolências e, através de você, a toda a comunidade cristã. Henri"

### Polônia
- O presidente da Polônia, Andrzej Duda disse no Twitter: "O Papa Bento XVI foi para a Casa do Pai. Hoje o mundo perdeu um dos maiores teólogos dos séculos 20 e 21, um colaborador próximo de São João Paulo II. Sua vida, obras e pastoral ministério são um sinal entre muitas estradas sinuosas e enganosas dos dias atuais".[57]
- O primeiro-ministro da Polônia, Mateusz Morawiecki disse no Twitter: "Hoje, o Papa Bento XVI, um dos maiores teólogos de nosso tempo, terminou sua longa peregrinação à casa do Pai. Ao longo de sua vida, ele mostrou a profundidade espiritual e intelectual do cristianismo. Ele deixa para trás um legado grande legado - que possamos continuar".[58]

### Portugal
- O presidente Marcelo Rebelo de Sousa em comunicado no site da Presidência da República. recordou o Papa Bento XVI, "ao longo dos seus oito anos de Pontificado, o Papa Bento XVI permaneceu um símbolo de estabilidade e defesa dos valores da Igreja Católica: Amor ao próximo, Solidariedade e apoio aos mais pobres e desprotegidos e a importância do Perdão e Reconciliação", o presidente recordou ainda a Visita Apostólica do Papa Bento XVI a Portugal, em Maio de 2010, por ocasião do 10º aniversário da beatificação dos Pastorinhos de Fátima, Francisco e Jacinta Marto, não esquecendo a palavras de apreço então expressas ao nosso país.[59]
- O primeiro-Ministro António Costa recordou no Twitter ter recebido Bento XVI em Lisboa quando ainda era Presidente da Câmara Municipal e refere que "o seu trabalho e dedicação vão continuar a ser uma referência para os fiéis de todo o mundo".[59]
- O presidente da Assembleia da República, Augusto Santos Silva, lamentou a morte do Papa Emérito, dizendo que esta "mergulha a Igreja Católica e os seus fiéis em profunda luto. Presto homenagem à sua memória, destacando sua estatura intelectual e o gesto fundamental de resignação".[59]

### Reino Unido
- O rei Carlos III do Reino Unido divulgou um comunicado, dizendo que se lembrava "com carinho [de seu] encontro com Bento XVI durante [sua] visita ao Vaticano em 2009".[60]
- O primeiro-ministro do Reino Unido, Rishi Sunak, disse no Twitter: "Estou triste ao saber da morte do papa emérito Bento XVI. Ele era um grande teólogo cuja visita ao Reino Unido em 2010 foi um momento histórico para católicos e não católicos em todo o nosso país. Meus pensamentos estão com os católicos no Reino Unido e em todo o mundo hoje".[48][61]
- O líder do Partido Trabalhista, Keir Starmer, disse no Twitter: "Lamento saber da morte do papa emérito Bento XVI. Sua visita de Estado em 2010 foi um momento histórico e alegre para os católicos na Grã-Bretanha. Que ele descanse em paz".[48][62]
- O arcebispo da Cantuária, Justin Welby, divulgou um comunicado, dizendo que Bento XVI "foi um dos maiores teólogos de sua época - comprometido com a fé da Igreja e fiel em sua defesa. Em todas as coisas, não menos em seus escritos e pregações, ele olhou para Jesus Cristo, a imagem do Deus invisível. Ficou claro que Cristo era a raiz de seu pensamento e a base de sua oração.[63]
- O arcebispo de Westminster, Vincent Nichols, disse no Twitter: "Estou profundamente triste ao saber da morte do Papa Bento XVI. Ele será lembrado como um dos grandes teólogos do século 20. Lembro com particular carinho a notável visita papal a essas terras em 2010".[64]
- O arcebispo de Cardiff, Mark O'Toole, divulgou um comunicado, dizendo que o "encontro de Bento XVI com Jesus Cristo deu a toda a sua vida um novo horizonte e uma direção definitiva".[65]

### Rússia
- O presidente da Rússia, Vladimir Putin, afirmou que "Bento XVI foi uma eminente figura religiosa e estatal e um defensor convicto dos valores cristãos tradicionais."[66]
- O Patriarca da Igreja Ortodoxa Russa, Cirilo I, disse que "a autoridade incontestável de Bento XVI como eminente teólogo permitiu-lhe contribuir de maneira significativa para o desenvolvimento da cooperação intercristã, para o testemunho de Cristo ante um mundo secularizado e para a defesa dos valores morais tradicionais.”.[67]

### Ucrânia
- O presidente da Ucrânia, Volodymyr Zelenskyy disse no Twitter que Bento XVI era "um notável teólogo, intelectual e promotor de valores universais".[68]